# Vincent Tchalla
Vincent Tchalla, né le 7 octobre 1987, est un footballeur international togolais.
Mesurant 1,74 m, il évolue au poste d'attaquant avec le Club africain.

## Clubs
- 2006-2008 : ASKO Kara ( Togo)
- 2008-2009 : Club africain ( Tunisie)
- 2009-2010 : Club athlétique bizertin ( Tunisie)
- 2010-20.. : Club africain ( Tunisie)

## Palmarès
- Coupe nord-africaine des clubs champions :
  - Vainqueur : 2009

- Championnat du Togo de football :
  - Vainqueur : 2007